# Bukowo Duże
Bukowo Duże – wieś w Polsce położona w województwie podlaskim, w powiecie grajewskim, w gminie Wąsosz. Leży nad Wissą.